# Gabiroba
Gabiroba, guabiroba, guabirova, guavirova, gavirova, araçá-congonha ou gabiraba  são os nomes populares dado ao fruto produzido pela Campomanesia xanthocarpa, árvore da família Myrtaceae.
No estado brasileiro de Mato Grosso do Sul, é conhecida por “Guavira”.

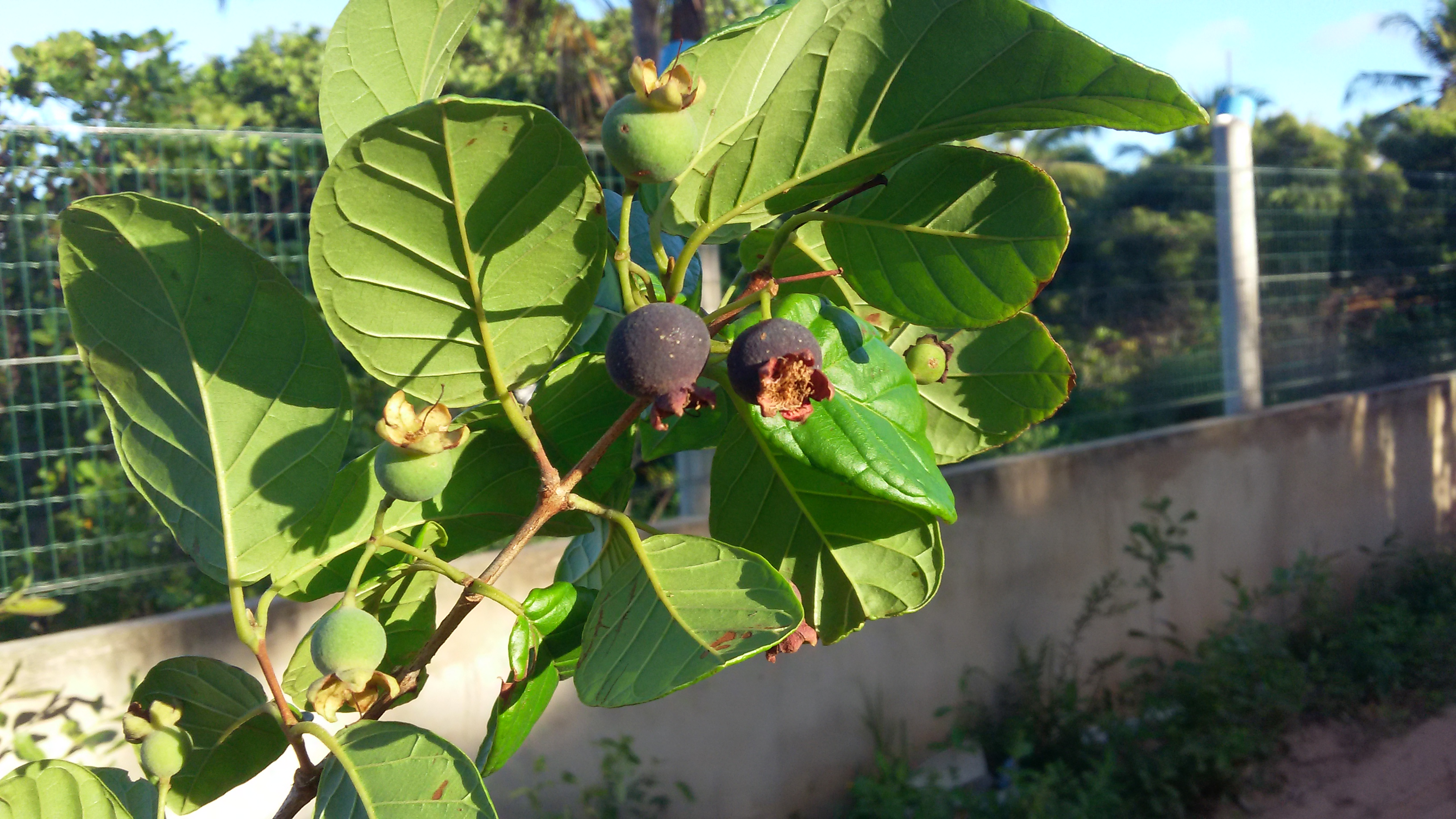
Foto de algumas gabirobas.

## Etimologia
"Gabiroba", " Guabiraba", "Guabiramba", "guavirova", "gavirova" e "guabirova" originam-se da junção dos termos tupis wa'bi, "ao comer" e rob, "amargo". "Araçá" originou-se do termo tupi ara'sá e "congonha" originou-se do termo tupi kõ'gõi, "o que mantém o ser"

## Sobre
Um fruto nativo que serve de alimento para diversas espécies de animais, mas vem sendo cada vez mais incluída na dieta do nosso dia a dia
A guabiroba ou gabiroba, como é conhecida em algumas regiões, é uma espécie nativa do Brasil, presente nos Biomas Cerrado e Mata Atlântica.
Seu nome tem origem tupi e significa “árvore da casca amarga”. De fato, o tronco da gabirobeira (nome científico: Campomanesia xanthocarpa) é repleto de lascas que se desprendem de sua casca, formando um bonito aspecto natural.
Além disso, entre os meses de setembro e novembro, a árvore possui uma floração abundante e por isso é bastante usada como árvore ornamental. 

## Nomes populares
Nomes populares relacionados e espécies:
- guabiroba-amarela-da-mata - Campomanesia xanthocarpa (Mart.) O.Berg
- guabiroba-d'água - C. corymbosa (Cambess.) O.Berg, sinônimo de  Campomanesia pubescens (Mart. ex DC.) O.Berg
- guabiroba-de-casca-vermelha - C. cambessedeana O.Berg sinônimo de Campomanesia adamantium (Cambess.) O.Berg
- guabiroba-da-chapada - Campomanesia adamantium (Cambess.) O.Berg
- guabiroba-da-flor-cheirosa - C. suaveolens (Cambess.) O.Berg sinônimo de Campomanesia pubescens (Mart. ex DC.) O.Berg
- guabiroba-da-folha-fina - C. salviifolia O.Berg sinônimo de Campomanesia pubescens (Mart. ex DC.) O.Berg
- guabiroba-amarela-da-mata - Campomanesia xanthocarpa (Mart.)
- guabiroba-das-gerais - C. multiflora (Cambess.) O.Berg sinônimo de Psidium guineense Sw.
- guabiroba-de-brasília - C. gardneriana O.Berg sinônimo de Campomanesia aurea O.Berg
- guabiroba-de-cachorro - Abbevillea guaviroba (DC.) O.Berg sinônimo de Campomanesia guaviroba]] (DC.) Kiaersk.
- guabiroba-de-doce - C. reticulata sin. Campomanesia pubescens (Mart. ex DC.) O.Berg
- guabiroba-de-minas -C. fenzliana (nome não reconhecido)
- guabiroba-de-sete-cascas ou araçá-do-campo - Britoa sellowiana sin. Campomanesia guazumifolia (Cambess.) O.Berg
- guabiroba-do-campo - Campomanesia aurea O.Berg
- guabiroba-do-cerrado - C. coerulea (nome não reconhecido)
- guabiroba-felpuda - C. discolor sin. Campomanesia pubescens (Mart. ex DC.) O.Berg
- guabiroba-lisa - C. obscura sin. de Campomanesia adamantium (Cambess.) O.Berg
- guabiroba-mirim - Campomanesia aprica (Vell.) O.Berg
- guabiroba-da-miúda-de-viamão - Campomanesia rhombea O.Berg
- guabiroba-nativa - Abbevillea chrysophylla sin. Campomanesia eugenioides (Cambess.) D.Legrand ex Landrum
- guabiroba-peluda - Campomanesia pubescens (Mart. ex DC.) O.Berg
- guabirobinha - Campomanesia aurea O.Berg